# Kyle Schmid
Kyle Andreas Schmid (Mississauga, Ontario, 3 de agosto de 1984) es un actor canadiense. 
Mide 1,78 m y su deporte favorito es el fútbol americano el cual practica a menudo en sus ratos libres junto con la equitación, natación y la bicicleta de montaña. De hecho si no hubiese sido actor hubiera sido jugador de fútbol americano. Le gusta correr y pasear con su perrita Cali.
Ha sido actor la mayor parte de su vida, inicialmente trabajó como modelo y haciendo anuncios mientras se presentaba a varias pruebas para películas. 
Su actor favorito es Johnny Deep y su actriz Angelina Jolie. 
Después de aparecer brevemente en la película Spill (1996) apareció en otros éxitos como Alley cats strike (2000) como Alex Thompson y en varias series televisivas llegándole el éxito tras interpretar al vampiro Henry Fitzroy en la serie Blood Ties.
En un futuro le gustaría ser productor y director.

## Filmografía

### Series
Apareció en Smallville interpretando a Sebastian Kane. En la serie CSI: Miami 6ªtemporada, Being human 2ªtemporada, en Odissey 5, Los archivos de Zack y en Degrassi: la próxima generación.
Es protagonista en la serie Blood Ties: hijos de la noche en donde interpreta a Henry Fitzroy un vampiro de 482 años de edad.

### Películas
| Título Película                  | Año  | Papel que interpreta |
| -------------------------------- | ---- | -------------------- |
| Alley cats strike                | 2000 | Alex Thompson        |
| Fast food high Comida Rápida     | 2003 | Brad                 |
| The Cheetah girls:               | 2003 | Derek                |
| Una historia de violencia        | 2005 | Bobby                |
| Uno para todas                   | 2005 | Paul Rodman          |
| Un canguro super duro            | 2005 | Scott                |
| Zerophilia                       | 2005 | Max                  |
| The covenant, la alianza del mal | 2006 | Aaron Abbott         |
| Nunca juegues con extraños 2     | 2008 | Nick                 |
| Haunted prison                   | 2008 | Keith                |
| The thaw                         | 2009 | Federico Fulce       |

- Datos: Q40240
- Multimedia: Kyle Schmid / Q40240